# Jacques Dahoté
Jacques Dahoté (8 dicembre 1974) è un ex calciatore francese neocaledoniano, di ruolo centrocampista.

## Carriera

### Nazionale
Ha debuttato in Nazionale il 6 luglio 2002, in Figi-Nuova Caledonia (2-1), subentrando a Iamel Kabeu al minuto 65. Ha messo a segno la sua prima rete con la maglia della Nazionale il 1º luglio 2003, in Nuova Caledonia-Micronesia (18-0), siglando la rete del momentaneo 15-0 al minuto 78. Ha partecipato, con la Nazionale, alla Coppa d'Oceania 2002. Ha collezionato in totale, con la maglia della Nazionale, 12 presenze e una rete.